# Drew Ginn
Pour les articles homonymes, voir Ginn.
Drew Cameron Ginn, né le 20 novembre 1974 à Leongatha, est un rameur australien et un coureur cycliste depuis 2009.

## Biographie
En 1996, il devient champion olympique avec le « Oarsome Foursome », quatre sans barreur australien, composé de Mike McKay, Nick Green et James Tomkins, bateau qui était déjà champion olympique à Barcelone. Lors du championnat du monde de 1998, le quatre sans barreur devient champion du monde. Tomkins et Ginn disputent une autre épreuve, le deux barré, épreuve dont ils deviennent également champions du monde.
Les deux rameurs décident de s'aligner sur le deux sans barreur. Ils deviennent champions du monde en 1999. Lors de la préparation aux jeux de Sydney, Ginn se blesse au dos et doit déclarer forfait.
Il reconstitue ensuite le deux sans barreur avec Tomkins, terminant à la quatrième place du championnat du monde 2002, puis retrouvant le titre mondial l'année suivante, battant au passage les grands favoris, les britanniques Matthew Pinsent et James Cracknell. Cette victoire est également l'une des raisons principales de la décision des deux britanniques pour rejoindre le quatre sans barreur pour les jeux olympiques de 2004 à Athènes. Lors de ces jeux, les Australiens, qui sont ainsi les grands favoris de l'épreuve, remportent aisément le titre olympique devant les bateaux croate et sud-africain.
Après une pause post-olympique, Ginn de retour à la compétition plus tôt que Tomkins, constitue un double sans barreur avec Duncan Free qui devient champion du monde en 2006. Ils défendent avec succès leur titre en 2007. Ils sont alors logiquement sélectionnés pour représenter les couleurs de l'Australie lors des jeux olympiques de 2008 à Pékin. Lors de ceux-ci, ils remportent le titre, offrant ainsi à Ginn son troisième titre olympique.
Il débute par la suite une carrière de cycliste. Il remporte le titre de champion d'Océanie du contre-la-montre en 2009.

## Palmarès en aviron
Jeux olympiques d'été
- Médaille d'or des Jeux olympiques de 1996 à Atlanta,  États-Unis
- Médaille d'or des Jeux olympiques de 2004 à Athènes,  Grèce
- Médaille d'or des Jeux olympiques de 2008 à Pékin,  Chine
- Médaille d'argent des Jeux olympiques de 2012 à Londres,  Royaume-Uni

Championnats du monde d'aviron
- Médaille du huit des Championnats du monde 1997 à Aiguebelette,  France
- Médaille d'or du quatre sans barreur des Championnats du monde 1998 à Cologne,  Allemagne
- Médaille du deux barré des Championnats du monde 1998 à Cologne,  Allemagne
- Médaille d'or du deux sans barreur des Championnats du monde 1999 à Saint Catharines,  Canada
- Médaille d'or du deux sans barreur des Championnats du monde 2003 à Milan,  Italie
- Médaille d'or du deux sans barreur des Championnats du monde 2006 à Eton,  Royaume-Uni
- Médaille d'or du deux sans barreur des Championnats du monde 2007 à Munich,  Allemagne
- Médaille du quatre sans barreur des Championnats du monde 2011 à Bled,  Slovénie

## Palmarès en cyclisme
- 2009
  -  Champion d'Océanie du contre-la-montre